# Deturnare de fonduri
Deturnarea de fonduri constă în schimbarea destinației fondurilor banești sau a resurselor materiale, fără respectarea prevederilor legale, dacă fapta a cauzat o perturbare a activității economico-financiare sau a produs o pagubă unui organ sau instituții de stat sau unei alte unitați de interes public.